# Cacoides latro
Cacoides latro – gatunek ważki z rodziny gadziogłówkowatych (Gomphidae); jedyny przedstawiciel rodzaju Cacoides. Występuje w Ameryce Południowej; stwierdzony w Brazylii, Gujanie Francuskiej i Surinamie.